# Mycteroperca interstitialis
Mycteroperca interstitialis е вид бодлоперка от семейство Serranidae. Видът е уязвим и сериозно застрашен от изчезване.

## Разпространение и местообитание
Разпространен е в Американски Вирджински острови, Ангуила, Антигуа и Барбуда, Аруба, Барбадос, Бахамски острови, Белиз, Бермудски острови, Бонер, Бразилия, Британски Вирджински острови, Венецуела, Гваделупа, Гренада, Доминика, Доминиканска република, Кайманови острови, Колумбия, Куба, Кюрасао, Малки далечни острови на САЩ, Мексико, Монсерат, Пуерто Рико, Саба, САЩ, Свети Мартин, Сейнт Винсент и Гренадини, Сейнт Китс и Невис, Сейнт Лусия, Сен Естатиус, Синт Мартен, Тринидад и Тобаго, Търкс и Кайкос, Хаити, Хондурас и Ямайка.
Обитава крайбрежията и скалистите дъна на океани, морета, заливи, лагуни и рифове в райони с тропически климат. Среща се на дълбочина от 2 до 140 m, при температура на водата от 20 до 28 °C и соленост 34,9 – 36,5 ‰.

## Описание
На дължина достигат до 84 cm, а теглото им е максимум 10,2 kg.
Продължителността им на живот е около 41 години. Популацията на вида е намаляваща.